# Elisabeth von Bergh-s’Heerenberg

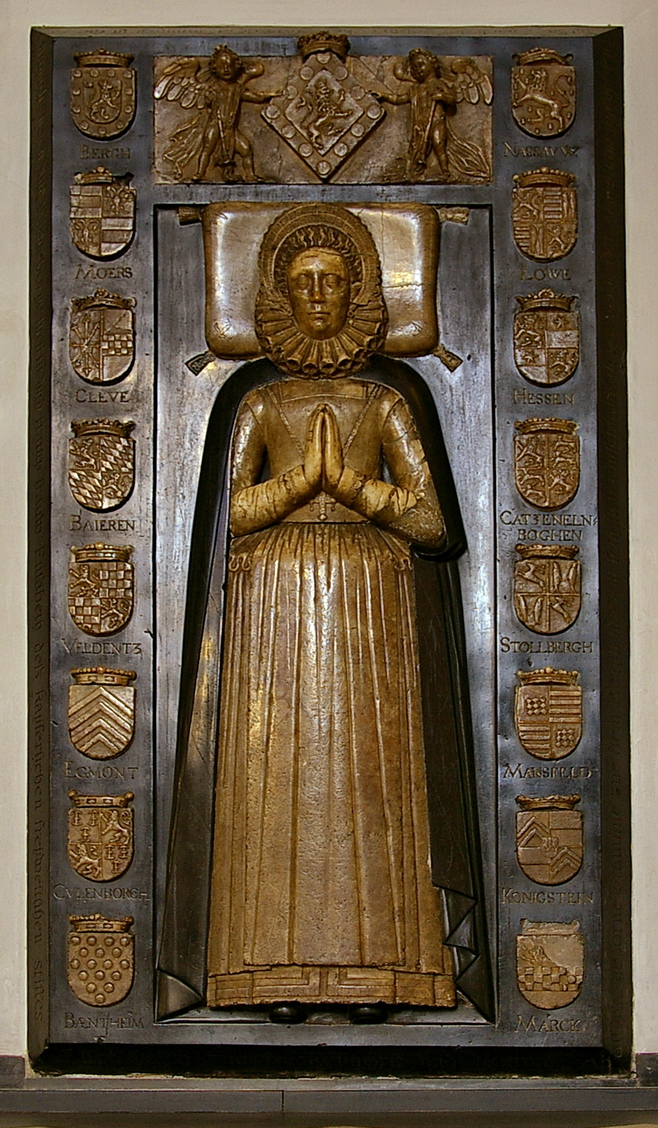
Die Grabplatte Elisabeth von Berghs im Essener Münster

Elisabeth van Bergh-s’Heerenberg, oft auch als Elisabeth von Bergh oder Elisabeth von Berg bezeichnet, (* 1581 auf Burg Huis Bergh in ’s-Heerenberg, Niederlande; † 12. Januar 1614 in Essen) war Fürstäbtissin des Stifts Essen von 1605 bis 1614 sowie Äbtissin in den Stiften Freckenhorst (seit 1605) und Nottuln (seit 1613).
Die Äbtissin, an die heute eine Grabplatte im Essener Münster erinnert, war die Speerspitze der katholischen Gegenreformation in Essen. Die in ihrem Amt unglückliche Elisabeth war vollkommen von ihren Räten abhängig und tragisch in einen protestantischen Jugendfreund verliebt. Sie verstarb sehr plötzlich im Alter von nur 33 Jahren.

## Das Stift Essen zu Beginn des 17. Jahrhunderts
Essen war zwar Sitz einer Reichsfürstin, die Stadt war jedoch zu Beginn des 17. Jahrhunderts ein westfälisches Provinzstädtchen, an dem der Geist der Renaissance vorbeigegangen war. Vom Glanz seiner Vergangenheit unter den ottonischen Äbtissinnen Mathilde, Sophia und Theophanu war das Stift Essen nun weit entfernt. Die Nähe zu den Herrscherhäusern bestand nicht mehr, der Einfluss des Stiftes beschränkte sich auf seine Besitztümer. Bereits seit dem 13. Jahrhundert hatte sich die Stadt Essen, die sich als freie Reichsstadt verstand, der Kontrolle des Stiftes entzogen, 1563 hatte der Rat der Stadt die Einführung des Protestantismus beschlossen. Auch die hochadeligen Stiftsdamen neigten protestantischen Ideen zu oder bekannten sich sogar zu diesen. 1605, bei der Wahl Elisabeths, bestand das Damenkapitel aus lediglich drei Damen: Felicitas von Eberstein, die sich zum reformierten Glauben bekannte, und den lutherischen Schwestern Claudia und Maria Catharina von Manderscheid-Virneburg. Lediglich die Kanoniker des Stiftes waren katholisch, stellten bei der Äbtissinnenwahl allerdings die Mehrheit. Das Stift selbst war seit Jahrhunderten dem Einfluss der umliegenden Fürstentümer und kirchlicher Kreise unterworfen, besonders dem des Erzbistums Köln. Obwohl die freie Wahl der Äbtissin aus der Mitte der Gemeinschaft zu den Gründungsprivilegien des Stifts gehörte, waren die Wahlen selten tatsächlich unbeeinflusst. Gewählt wurde nicht die für das Amt geeignetste, wie es der Idealvorstellung von geistlichen Stiften entsprach, sondern die Frau, von der die Einfluss nehmende Gruppe die Wahrung ihrer Interessen erwartete. In dieser Situation verstarb am 27. November 1604 Margarethe Elisabeth von Manderscheid-Blankenheim-Gerolstein, Äbtissin der Stifte von Schwarzrheindorf, Gerresheim und Freckenhorst und Fürstäbtissin von Essen.

## Elisabeth von Berghs Jugend
Elisabeth von Bergh wurde 1581 als Angehörige des Geschlechts der Grafen von dem Berg aus dem Adelsgeschlecht Leck geboren. Ihre Eltern waren Graf Wilhelm IV. von Bergh ’s-Heerenberg (1537–1586, ⚭ 1556) und Maria von Nassau (1539–1599), die Schwester des Prinzen Wilhelm von Oranien-Nassau. Elisabeth war eines von 17 Kindern des Paares, drei ihrer Brüder und vier ihrer Schwestern erreichten das Erwachsenenalter. Die Familie war in Gelderland begütert, das Schloss s’Heerenberg befindet sich bei Montferland. Elisabeths Vater Wilhelm von Bergh hatte ein bewegtes Leben, da er sowohl für die Habsburger als auch für die Generalstaaten gekämpft hatte, zeitweise musste er sein Land verlassen. Er starb 1586. Elisabeth wurde zunächst protestantisch erzogen, sie konvertierte aber angeblich schon als Kind nach dem Besuch einer katholischen Messe, möglicherweise auch erst nach dem Tod ihrer Mutter 1599, aber wohl vor 1601. Äußerungen in ihren Briefen ist zu entnehmen, dass Elisabeth Teile ihrer Kindheit auf Schloss Culemborg und Schloss Vianen verbracht hat und dort sehr glücklich war. Dort lernte sie auch den 1577 geborenen Floris II. von Pallandt (1577–1639), Graf von Culemborg, kennen, in den sie sich verliebte.
Floris, Sohn eines einflussreichen Gefährten Wilhelms von Oranien, heiratete 1601 jedoch nicht Elisabeth, sondern deren ältere Schwester Catharina. Diese Hochzeit verletzte Elisabeth sehr. Möglicherweise hatte Floris deshalb ein schlechtes Gewissen, das er durch die spätere Förderung Elisabeths zu beruhigen suchte.

## Die Wahl zur Äbtissin
Bereits im April 1604 bemühte sich Elisabeths Bruder Hermann für Elisabeth um eine Präbende im Stift Essen, allerdings erfolglos. Nach einer während der späteren Wahlverhandlungen geschriebenen Aktennotiz war die Familie von Bergh-s’Heerenberg nicht adelig genug für das Essener Stift. Man fürchtete, dass die Stiftsdamen, die über die Aufnahme von Bewerberinnen entschieden, „die Gravin vonn dem Bergh wegen Irer Genealogie tadeln wollen.“ Hermann erhielt eine sehr höflich formulierte Absage.
Elisabeth wurde dann zunächst am 15. Januar 1605 in Freckenhorst gewählt. Hier hatte das Kapitel nach dem Tod Elisabeths von Manderscheid-Blankenheim-Gerolstein zunächst die elfjährige Tochter Elisabeth des calvinistischen Grafen Simon VI. von Lippe gewählt, das übergeordnete Bistum Münster verhinderte jedoch die Bestätigung und ordnete Neuwahlen an, wobei Elisabeth von Bergh „alß catholisch und gnugsamb darzu qualificirt von iren herrn Verwandten sonderlich recommendirt worden“ sei. Das Kapitel sollte auf das mögliche Wohlwollen der Häuser Bergh und Nassau hingewiesen werden. Die Fädenzieher im Hintergrund waren der zum Katholizismus konvertierte Graf von Ostfriesland und Rietberg, der einflussreiche Jesuit Jakob Ryswick, der den Grafen von Ostfriesland auf seine Konversion vorbereitet hatte, und dessen Studienfreund Arnold von Bucholz, geistlicher Rat des Fürstbischofs von Münster. Tatsächlich wurde Elisabeth dann auch gewählt, in ihrer Wahlkapitulation vom 31. Januar 1605 versprach sie, in Freckenhorst nur katholische Stiftsdamen und Kanoniker aufzunehmen. Im Jahre 1609 ließ sie in der Thiatildiskapelle graben, um das Heilige Kreuz wiederzufinden. Dabei wurden die Gebeine der ersten Äbtissin Thiatildis entdeckt. Elisabeth ließ diese beisetzen. Dadurch hat sie in Freckenhorst die Verehrung der ersten Äbtissin, die im Zuge der Reformation in Vergessenheit geraten war, neu belebt.
In Essen verlief die Wahl ähnlich. Bereits kurz nach dem Tod Elisabeths von Manderscheid-Blankenheim-Gerolstein traf ein Schreiben des päpstlichen Nuntius in Köln ein, in dem er eine Wahl nach den Vorschriften des Konzils von Trient verlangte. In zwei weiteren Schreiben befahl der Nuntius den Stiftskanonikern, nur eine Äbtissin zu wählen, die das auf dem Konzil festgelegte Glaubensbekenntnis ablegen würde. Sollten sich die Kanoniker dieser Weisung nicht fügen, drohte der Nuntius Absetzung, Entziehung der Pfründe und die Exkommunikation an. Gleichzeitig schlug der Nuntius eine Gräfin von Isenburg vor. Von Seiten des Schutz- und Schirmherren des Stiftes, dem Herzog von Kleve, wurde die Wahl der Äbtissin von Elten, Agnes von Limburg-Stirum, angeregt, die zunächst auch vom kölnischen Gesandten unterstützt wurde. Der Erzbischof von Köln setzte sich zunächst für eine der drei Stiftdamen ein, die sich allerdings weigerte, das katholische Glaubensbekenntnis abzulegen, und auch aus der eigenen Verwandtschaft nicht unterstützt wurde. Der Vorschlag Elisabeth von Berghs erfolgte recht spät, vorgeschlagen wurde sie von einem Schwager der reformierten Essener Pröpstin, der auch enge Kontakte mit den Häusern Bergh und Culemborg hatte. Elisabeth wurde auch in Schreiben von Floris II. von Culemborg, dem Prinzen Moritz von Oranien-Nassau und anderen reformierten Adeligen empfohlen, und auch der Erzbischof von Köln und der päpstliche Nuntius setzten sich für sie ein. Für die nichtkatholischen Stiftsdamen war Elisabeth aufgrund der Empfehlungen der reformierten Adeligen wählbar, zumal diese auch versichert hatten, darauf zu achten, dass ihre Rechte und Einkünfte gewahrt würden. Entscheidend für die Zukunft waren jedoch die Versprechungen, die Elisabeth vor ihrer Wahl gegenüber dem kölnischen Gesandten machen musste, nämlich die Herbeiführung einer katholischen Mehrheit im Kapitel, und der von den kölnischen Gesandten auf die Kanoniker ausgeübte Druck. Die Stiftsdamen versuchten zwar noch, sich vor der Einsetzung Elisabeths ihre Rechte vom Herzog von Kleve oder von Elisabeth selbst bestätigen zu lassen, doch diese Versuche wurden dadurch vereitelt, dass man die Postulation einfach vorverlegte und Elisabeth so knapp vor der Einsetzung anreisen ließ, dass für vorherige Gespräche keine Zeit blieb.

## Amtsführung
Elisabeth von Bergh war mit den Gepflogenheiten und Regeln ihrer Stifte nicht vertraut und daher in allen Belangen von ihren Räten abhängig, die ihre eigenen gegenreformatorischen Ziele verwirklichen wollten. Ihre Amtszeit war daher geprägt von Streitigkeiten mit dem Kapitel. Entgegen der Annahme der gegenreformatorischen Kräfte bei ihrer Wahl war es in Essen nämlich nicht ausreichend, eine katholische Äbtissin zu installieren; wichtige Rechte, wie die Vergabe von Pfründen und die Aufnahme neuer Stiftsdamen, lagen beim Damenkapitel. Es stellten sich schnell Konflikte ein. Bereits 1603 waren den Gräfinnen Anna und Emilie von Wied Präbenden in Essen versprochen worden, Elisabeth versagte allerdings ihre Zustimmung zur Aufnahme der beiden Protestantinnen. Umgekehrt nahm Elisabeth gegen jede Regel 1608 die erste katholische Stiftsdame Johanna Helena von Staufen auf: Da sich die Pröpstin weigerte, Johanna Helena eine Präbende zuzuteilen, entzog Elisabeth der Pröpstin einige Präbenden und wies diese ihrer Kandidatin zu. Damit war das Versprechen, die Einkünfte der Stiftsdamen nicht zu schmälern, gebrochen, zudem hatte sie erheblich in die angestammten Rechte der Pröpstin eingegriffen. In der Folge nahm Elisabeth auch Frauen auf, die wie sie selbst nicht die notwendige Anzahl hochadeliger Vorfahren hatten, solange die Bewerberinnen nur katholisch waren. Bereits im Juni 1605 forderte Moritz von Oranien-Nassau die Äbtissin auf (hinter deren Tun er Jesuiten vermutete), die Rechte der Stiftsdamen nicht zu beeinträchtigen – wenig später auch die Grafen von Bentheim und Lippe. Selbst die Aufforderung Floris von Culemborgs blieb vergeblich. 1609 ließ Elisabeth sogar vor dem Generalvikar in Köln einen Ketzereiprozess gegen die protestantische Pröpstin einleiten, die sich dann Hilfe suchend an den Markgrafen von Brandenburg und den Pfalzgrafen von Neuburg als Schutzherren des Stiftes wandte. Selbst deren Schreiben blieben wirkungslos. Schließlich mussten diese im Januar 1611 selbst nach Essen kommen, um wenigstens die wirtschaftlichen Streitfragen zwischen Äbtissin und Kapitel zu schlichten. Das Hauptproblem, nämlich die Streitigkeiten um die Aufnahme protestantischer Stiftsdamen, blieb ungelöst. 1611 bat der Graf Johann von Nassau um die Aufnahme zweier Töchter, doch Elisabeth lehnte diese ab, wobei sie Rückendeckung durch die katholischen Stiftsdamen Johanna Helena von Staufen und Maria Clara von Spaur sowie aus Köln erhielt. Obwohl der durch die Ablehnung beleidigte Graf das Wetterauische Reichsgrafenkollegium einschaltete und die Angelegenheit 1613 sogar auf dem Reichstag zur Sprache kam, bleiben seine Bemühungen erfolglos. Als nach dem Tod Elisabeths von Bergh im Jahr 1614 das nun mehrheitlich katholische Damenkapitel geschlossen die Aufnahme protestantischer Frauen ablehnte, gab der Graf seine Anstrengungen zur Aufnahme seiner beiden Töchter auf.
Ob Elisabeth von Bergh ihre strittigen Entscheidungen selbst getroffen hat, ist zweifelhaft. Im Rijksarchief in Arnheim befinden sich 14 von ihr eigenhändig geschriebene Briefe aus den Jahren 1610 bis 1614, die sie an ihren Jugendfreund Floris von Culemborg schrieb. Floris, ein enger Vertrauter des Generalkapitäns der Vereinigten Niederlanden, war Protestant und hatte in Leiden die Jurisprudenz studiert. In den Schreiben wird deutlich, dass Elisabeth sich in Essen nicht wohl fühlte, Essen sei ein „melancolis ort“, Westfalen bezeichnete sie als „das plumbe Land“. Sie vermisste das höfische Leben und die netten Kavaliere. Floris habe sogar sein Leben für sie eingesetzt, als er sie zur Einsetzung nach Essen und Freckenhorst begleitet habe. Bereits in einem der ersten Briefe hatte sie ihm ein Schnupftuch geschickt – eine erotische Geste, ein Liebespfand. In diesen Schreiben näherte sich Elisabeth auch religiös wieder dem Protestantismus an. Mit den nicht erhaltenen Antwortbriefen (vermutlich verbrannte Elisabeth diese, wie sie auch Floris aufforderte, ihre Schreiben zu verbrennen) schickte Floris auch Geschenke, schließlich vereinbarten Elisabeth und Floris ein Wiedersehen für Maria Lichtmess 1614. Zu diesem Wiedersehen kam es nicht mehr, da Elisabeth am 12. Januar 1614 während der Genesung von den Windpocken nachts plötzlich, gerade 33 Jahre alt, verstarb.
Die Umstände ihres Todes sind dubios, es erscheint möglich, dass der Tod nicht natürliche Ursachen hatte. Elisabeth fürchtete, vergiftet zu werden; in ihrem Schreiben an Floris vom 10. Dezember 1613 schrieb sie Floris: „Ych bedanck e l for die gedechtenise […] vnd als se heb, soe wilt ych e. l. danck dar foer sechgen; vnd yst, das u l vns nu senden wilt, e. l. latt docht doe pitsiren, dan ych hab folt fiande yn den hock sonder orsack, anders dorf ych se nit essen.“
Übersetzung: „Ich bedanke mich bei E.G. (Euer Gnaden) für die Geschenke […] und wenn ich sie habe, so will ich E.G. Dank dafür sagen; und laßt, was Ihr uns nun senden wollt, doch bitte dicht versiegeln, denn ich habe grundlos viele Feinde am Hof, anders darf ich es nicht essen.“
Zu ihrer Nachfolgerin wählte das Kapitel die überzeugt katholische Stiftsdame Maria Clara von Spaur, Pflaum und Vallier.

## Das Grab im Essener Münster
Elisabeth wurde in Essen bis zum Eintreffen Floris’ aufgebahrt und schließlich im Essener Münster bestattet. Die 230 × 127 cm messende Grabplatte aus schwarzem Marmor, die ihr Bruder vermutlich in Antwerpen anfertigen ließ, befindet sich heute an der Nordwand des östlichen Seitenschiffjochs. Sie zeigt Elisabeth in der Kleidung einer Stiftsdame, den Kopf auf einem Kissen gebettet. Über ihrem Kopf befindet sich das von zwei mit umgekehrten Fackeln dargestellten Genien gehaltene Wappen der Familie von Bergh, links und rechts die von sechzehn hochadeligen Geschlechtern, aus denen sie Vorfahren hatte: Bergh, Moers, Cleve, Baieren, Veldentz, Egmont, Culenborch, Baentheim, Nassauw, Lowe, Hessen, Catzenelnboghen, Stolbergh, Mansfeld, Konigstein und March. Die umlaufende Inschrift der Platte lautet: Int Jaer nach der Geburt Christi 1614 den 15. Januarii ist die Hochwirdich Hoch und Wolgeborne Furstin und Fraw Fraw Elisabeth des Kayserlichen Freyweltlichen Stiftes Essen, auch zue Freckenhorst vnd Nottuln Abdissin geporne Gravinne zu dem Bergh in Gott seliglich entschlaffen deren Seele der Almichtige gnedig sei. Bei Ausgrabungen im Essener Münster 1952 wurde das Grab geöffnet, neben Resten des Skeletts fand man in dem Bleisarg der Fürstin eine Bleiplatte mit der in Antiqua eingravierten Inschrift: Dis ist die Hoichwvrdig vnd wolgeporne Furstin und Fray Fraw Elisabet des Kay serlichen Freiweltlichen stifts Essen auch zv Freckenhorst vnd Nottelen Abtissin geporne Gräfin zv dem Berge freygrafin zu Boxmehr, Biland, Heydel, Hapswisch vnd Spalbech, auch zu Stefenswehrt Bannergräfin des Fvrstendombs gelre und grafschaft zvtphen welche im Jahre 1605 hieselbsten zu Es sen zu einer Fvrstinnen einhel liglich postvliert worden, hat in das nevnde jahr loblich regiert vnd ist endlich am zwölften ianuary, des morgens zv 4 uhren Anno 1614 seliglich in Gott verstorben. Die sterblichen Überreste der Äbtissin wurden nach Abschluss der Ausgrabungen mit einer neuen Urkunde im Fußboden der Münsterkirche vor der Grabplatte neu bestattet.

## Belegstellen
1. ↑  RAG: Cul 460, zitiert nach Küppers-Braun, Frauen, S. 130